# Пек Син Хо
Пек Син Хо (кор. 백승호, 白昇浩, нар. 17 березня 1997, Сеул) — південнокорейський футболіст, півзахисник, нападник клубу «Чонбук Хьонде Моторс».

## Клубна кар'єра
Народився 17 березня 1997 року в місті Сеул.
У дорослому футболі дебютував 2016 року виступами за команду «Барселона Б», у якій провів один сезон, взявши участь у 2 матчах чемпіонату. 
Своєю грою за цю команду привернув увагу представників тренерського штабу клубу «Пералада», до складу якого приєднався 2017 року.
Протягом 2019 року захищав кольори клубу «Жирона».
У 2019 році уклав контракт з клубом «Дармштадт 98», у складі якого провів наступні два роки своєї кар'єри гравця. Граючи у складі «Дармштадта» також здебільшого виходив на поле в основному складі команди.
До складу клубу «Чонбук Хьонде Моторс» приєднався 2021 року. Станом на 14 листопада 2022 року відіграв за команду з міста Чонджу 55 матчів в національному чемпіонаті.

## Виступи за збірні
У 2015 році дебютував у складі юнацької збірної Південної Кореї (U-19), загалом на юнацькому рівні взяв участь у 2 іграх, відзначившись одним забитим голом.
Протягом 2017–2021 років залучався до складу молодіжної збірної Південної Кореї. На молодіжному рівні зіграв у 14 офіційних матчах, забив 4 голи.
У 2019 році дебютував в офіційних матчах у складі національної збірної Південної Кореї.
У складі збірної — учасник чемпіонату світу 2022 року у Катарі.